# Ушомир
Ушо́мир (давня назва Ушеськ) — село в Україні, в Коростенському районі Житомирської області. Населення становить 873 осіб.
Розташовується на берегах річки Уж, притоки Прип'яті, за 20 кілометрів від Коростеня, 165 км від Києва. Станція Південно-Західної залізниці.

## Назва
Назва походить від назви річки Уж (в давнину Уша). До перших сторіч н. е. на берегах Прип'яті і південніше поряд зі слов'янами жили балтійські племена. Слов'яни рушили на північ і балтійське населення або відступило на північний захід, або було поступово асимільоване. Власні балтійські назви дожили до нашого часу. Уш, Уша, Ус, Уса — дуже поширені назви річок у басейні Прип'яті, особливо з лівого берега, де зустрічається багато балтійських назв. Уосіс — це литовська назва ясеня, вона і принесла ім'я річці.

## Історія
У літописах поселення згадується 1150 і 1151 роках під іменем Ушска або Ушеска.

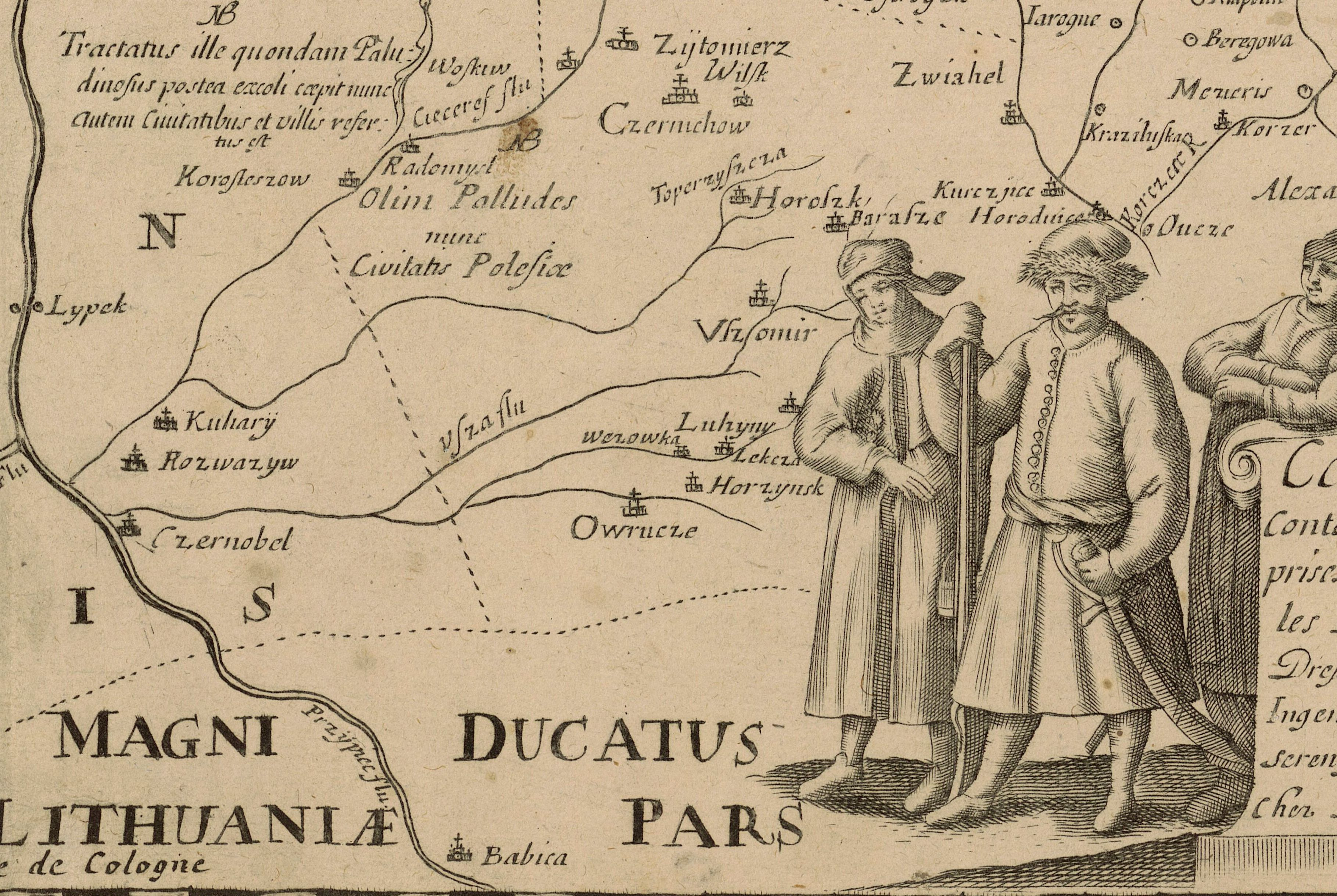
Ушомир на мапі Боплана, 1648 рік

Перші письмові згадки про поселення з назвою Ушомир відносяться до середини XVII століття. Ушомир позначений на мапі Боплана 1648 року. В 1683—1684 роках козаки Семена Палія й Захара Іскри зайняли маєток Ф. Немирича (див. Немиричі) і стояли там протягом майже 16 років.

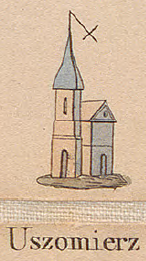
Ушомир на мапі Зигмунда Герстмана

У XVIII столітті в містечку існували православна церква, костел, синагога, два шкіряні й один пивоварний заводи, каменоломні, залізний рудник, дві винокурні, водяний млин. Налічувався 50 дворів з населенням 530 людей.
У 1811 році Ушомир належав кармелітському монастирю, про що є запис у Ревізській відомості (сказці).
У центрі містечка жили євреї, які займалися ковальським і гончарним ремеслами й торгівлею, були майстрами. Українські селяни жили на околицях і займалися тваринництвом й землеробством. На заводах і розробках використовувалася праця українських кріпаків, а також вільних українців і євреїв.
Виникали й нові підприємства. З 1870 по 1890 роки тут почали діяти три смоляні, броварні, скляний і цегельний завод, гончарний цех.
Станом на 1885 рік у колишньому власницькому містечку, центрі Ушомирської волості Житомирського повіту Київської губернії, мешкало 480 осіб, налічувалось 50 дворових господарств, існували православна церква, синагога, єврейський молитовний будинок, школа, аптека, 4 постоялих двори, 32 лавки, водяний млин.
За переписом 1897 року кількість мешканців зросла до 2381 особи (1144 чоловічої статі та 1237 — жіночої), з яких 597 — православної віри, 1754 — юдейської.
1880-х роках почала діяти аптека. Аптекар призначав і продавав ліки. В 1898 році почалося будівництво волосної лікарні на 10 ліжок і амбулаторії (відкрита 1902 року). У лікарні працював один лікар і один фельдшер.
У 1906 році містечко Ушомирської волості Житомирського повіту Волинської губернії с поштовою адресою м.Іскорость. Чисельність дворів 326. Село мало 1 зупинку (стан) на тракті, 1 мирового посередника, 5 мирових судей, 5 судових слідчих. Чисельність жителів 2282. Відстань до Житомира 75 верст.
В 1915 році при створенні ділянки Коростень-Житомир за 5 кілометрів від села Ушомир була побудована залізнична станція Ушомир.
На початку січня 1918 року в Ушомирі оголосили радянську владу. Однак до липня 1920 року територія району періодично перебувала в руках німецьких військ, УНР, військ Польщі (див. Польсько-радянська війна 1920). З 11 по 21 березня, а потім 3 квітня війська УНР влаштовували в Ушомирі єврейські погроми. Можливо що погром 3 квітня був влаштований військами Будьоного, без його дозволу.
19 червня 1920 року війська Першої кінної армії Будьоного остаточно зайняли Ушомир. Містечко ввійшло в утворений Коростенський район у 1926 році. Не обминули Ушомир колективізація і Голодомор в Україні 1932—1933 років.
В серпні 1941 року Ушомир був захоплений німецькими військами. В тому ж році Перша піхотна бригада Ваффен-СС вбила майже все єврейське чоловіче населення містечка. 29 грудня 1943 року війська Першого Українського фронту заволоділи містечком.
28 липня 2016 року була створена Ушомирська сільська об'єднана територіальна громада.

## Населення

### Мова
Розподіл населення за рідною мовою за даними перепису 2001 року:
| Мова       | Кількість | Відсоток |
| ---------- | --------- | -------- |
| українська | 1303      | 98.49%   |
| російська  | 16        | 1.21%    |
| білоруська | 2         | 0.15%    |
| румунська  | 2         | 0.15%    |
| Усього     | 1323      | 100%     |

## Релігійні пам'ятки

### Православна церква св. ап. Петра і Павла
Православна церква Св. Петра і Павла, дерев'яна, з дзвіницею, побудована в 1775 році коштом поміщиці Дубравської. Села приходу: Гута Мошківка, Пугачівка, Сантарка, Холосна, Красногорка. В Державному архіві Житомирської області зберігаються метричні книги церкви за період 1797-1919 роки.

### Костел Воздвиження Святого Хреста
Костел в Ушомирі було побудовано у 1767 р. коштом шляхетської родини Дубровських. Ушомирський костел отримав значні пожертви від шляхтичів Дубровських і Богушів..  Остаточно структура римо-католицької церкви на півночі Житомирщини сформувалася у 1777 р., з офіційним створенням Овруцького деканату . Деканат входив до складу Луцько-Житомирської дієцезії та охоплював Овруцький і частину Житомирського повітів Волинської губернії. Він складався з шести парафій (плебаній) з центрами в Овручі, Веледниках, Олевську, Народичах, Ушомирі з філією в Ягоденці, Топорищі. Парафія ушомирського костелу Воздвиження Святого Хреста охоплювала 115 населених пунктів. Костел проіснував до 1940-х років. В Державному архіві Житомирської області зберігається частина метричних книг ушомирського костелу за період 1830-1916.

## Ушомирська школа-інтернат
В Ушомирському парку на базі панського маєтку в травні 1932 р. було організовано дитячий будинок для дітей-сиріт. З 1936 по 1939 рік директором був Михайло Якович Бень.
У роки німецько-радянської війни дітей було евакуйовано і лише в 1945 році дитячий будинок відновив свою роботу, його мешканці повернулись в Ушомир.
У повоєнні роки тут проживало 150 вихованців, батьки яких загинули у роки війни або були репресовані. Педагогічний колектив дитячого будинку складався з 11 чоловік, з ник четверо — з вищою освітою. Директором дитячого будинку у 1949 році був Іван Петрович Ружейников, а пізніше дитячий будинок очолював Сергій Іванович Коньков.
На території дитячого будинку знаходились спальний корпус, робочі кімнати, їдальня, медпункт, лазня, майстерня, швейна кімната і підсобне господарство.
З 15 серпня 1961 року дитячий будинок було реорганізовано у санаторну школу-інтернат, яку очолював Семен Михайлович Ковлер.
На цей час було збудовано трьохповерховий спальний корпус, нове приміщення їдальні, пральню і господарські прибудови. В школі навчалися і оздоровлювались діти з усіх куточків Житомирської області.
У 1988 році збудовано нове приміщення школи-інтернату. У зв'язку з наслідками аварії на ЧАЕС з 1989 року санаторну школу реорганізовано в Ушомирську загальноосвітню школу інтернат I—II ступенів. За цей час проведено капітальний ремонт їдальні, спального корпусу, реконструйовано котельню та тепломережу. Значно поліпшилась матеріально-технічна база: закуплено нові меблі, відкрито комп'ютерний клас, переоформлено шкільні кабінети та спальні кімнати.
Очолював заклад з 1981 по 2011 роки відмінник освіти України, депутат сільської ради, досвідчений педагог, вчитель фізики Петро Михайлович Сенюк.
В школі-інтернаті станом на 2011 р. проживають, навчаються і виховуються 185 учнів з північних районів Житомирської області, з них 15 дітей-сиріт, 164 учні, потерпілих внаслідок аварії на ЧАЕС.
Процес навчання забезпечують 42 кваліфікованих спеціалісти, серед них три педагоги мають звання «вчитель-методист» та «вихователь-методист», «старший вчитель» — 3 чоловіки; відмінник освіти України — 4; спеціаліст вищої категорії — 8; I категорії — 21; II категорії — 4; спеціалістів — 9.
З 1 вересня 2011 р. очолює школу-інтернат вчитель математики Світлана Володимирівна Павленко.

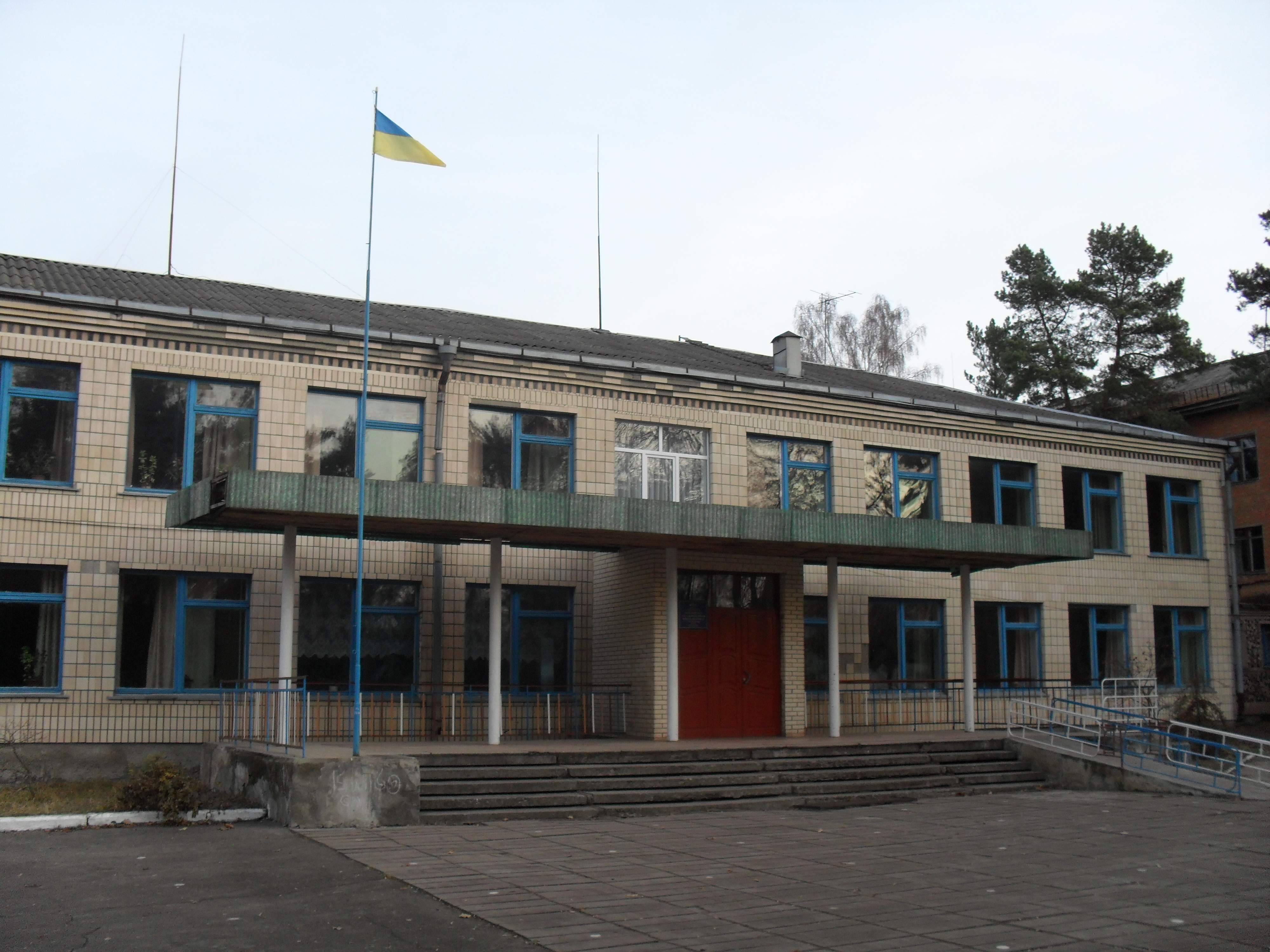
Центральний вхід
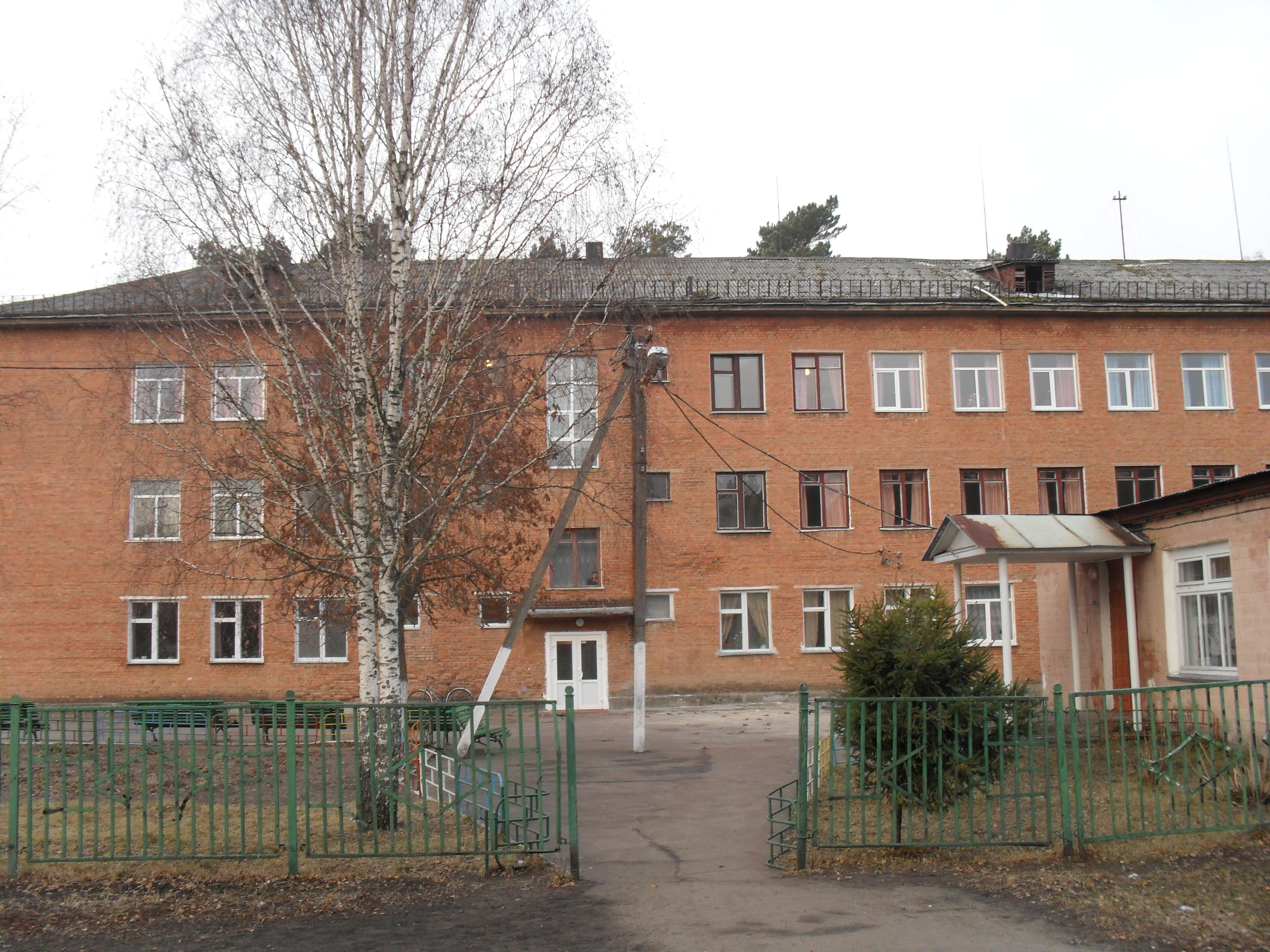
Один із корпусів школи-інтернату
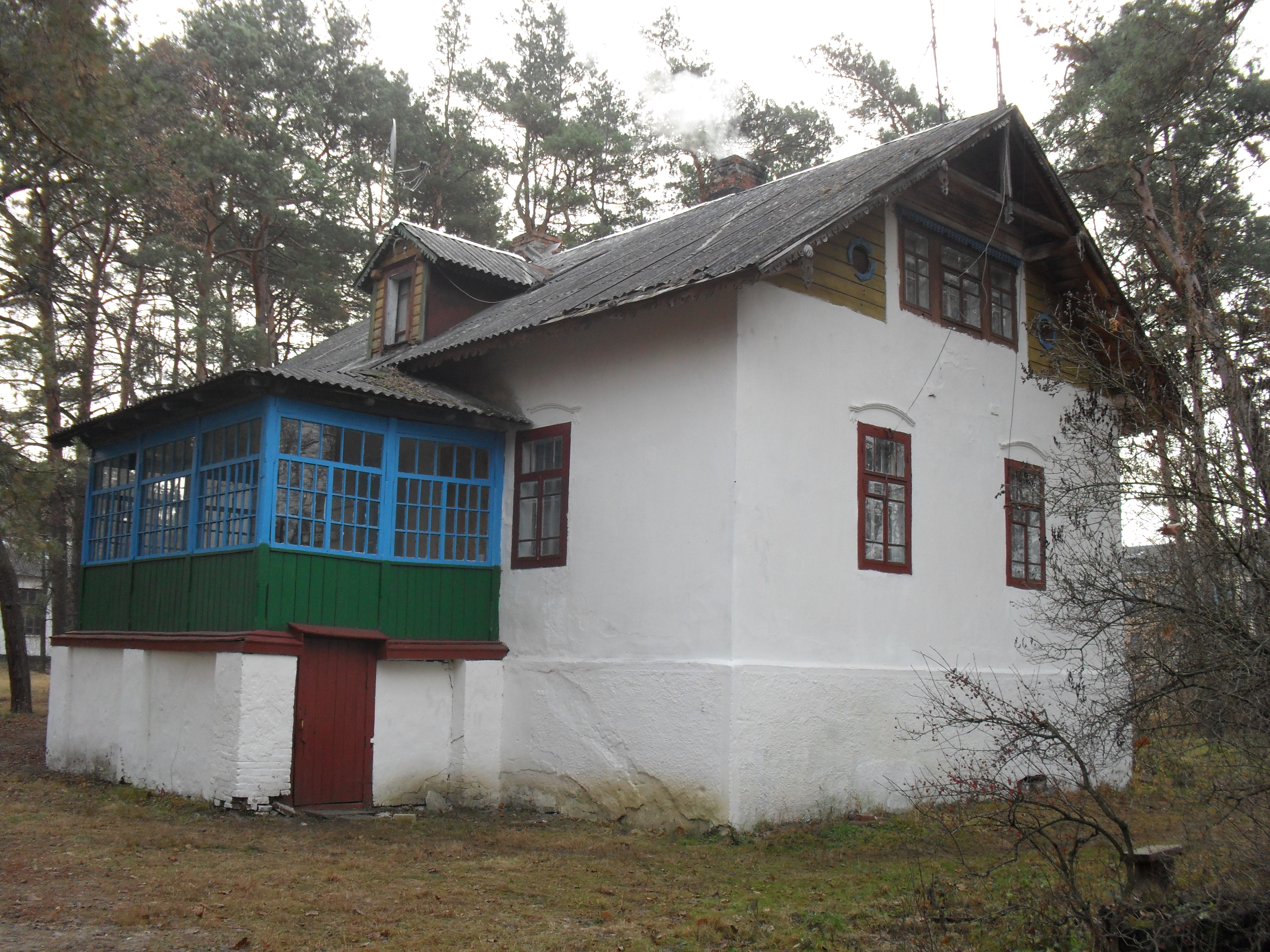
Колишня будівля де жила панська прислуга. Нині тут мешкають вихователі закладу

## Ушомирський парк
Ушомирський парк є парком-пам'яткою архітектури садово-паркового мистецтва місцевого значення площею близько 13 га.

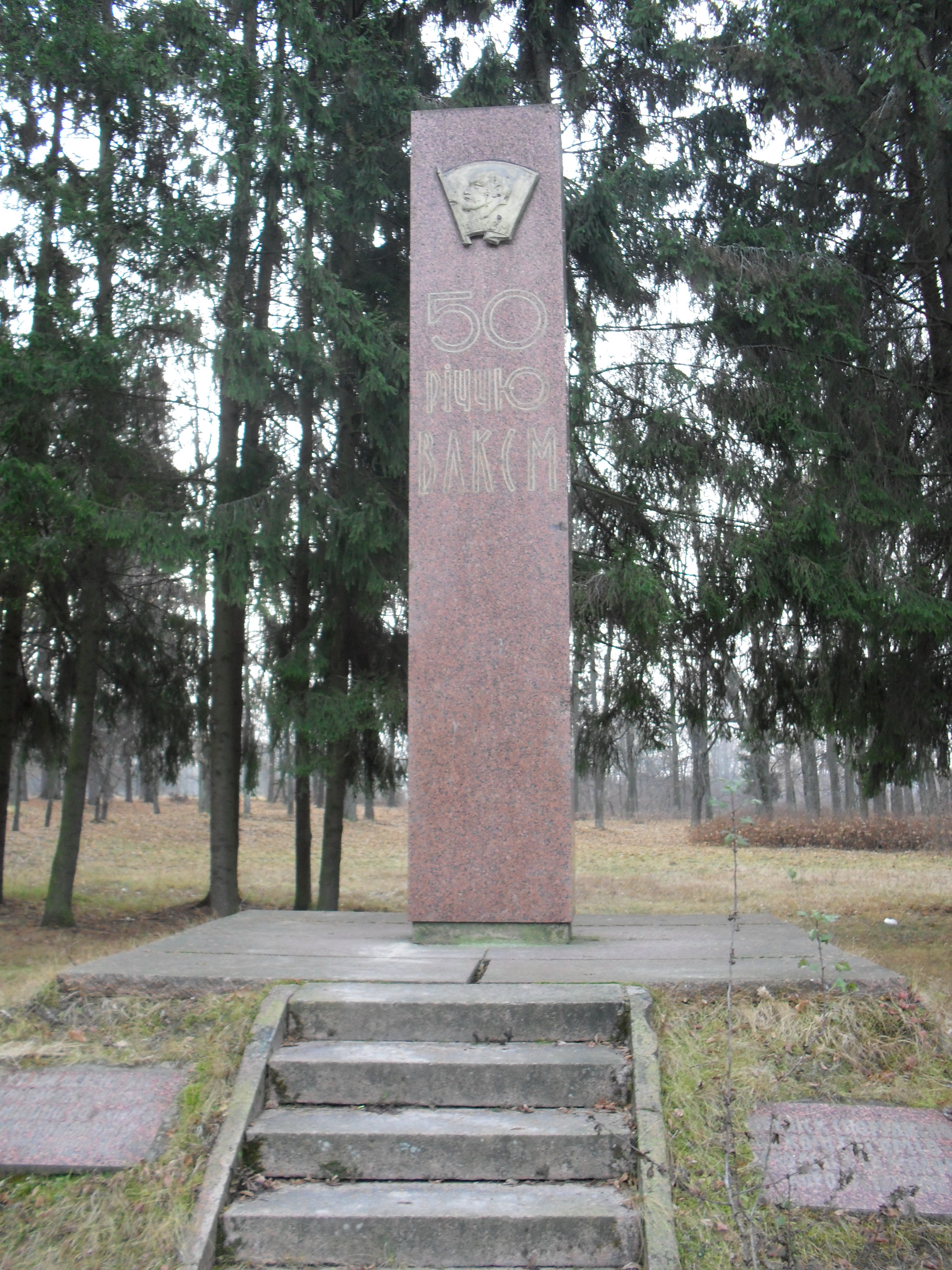
Обеліск на честь 50-річчя ВЛКСМ
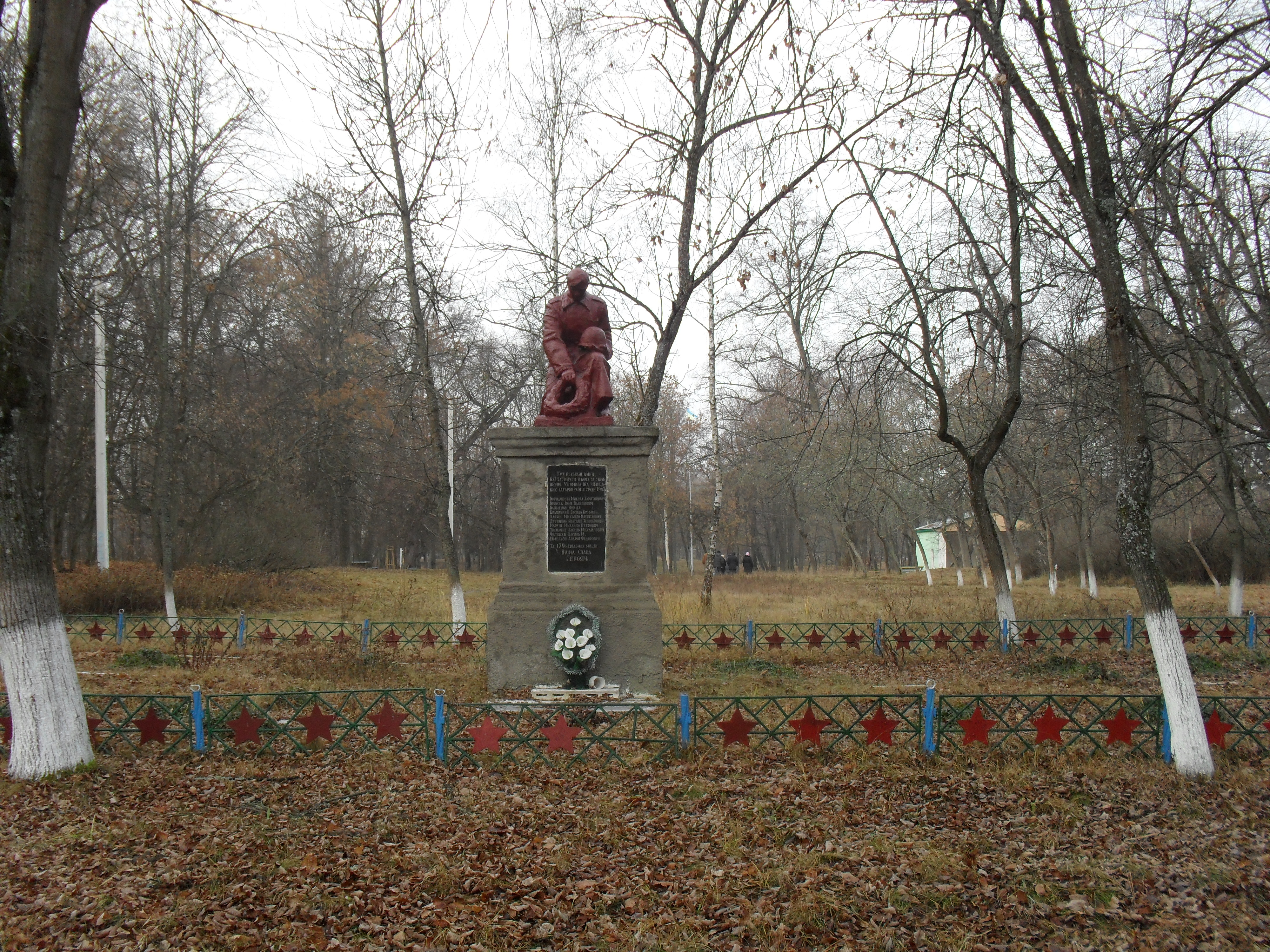
Пам'ятник на братській могилі червоноармійців
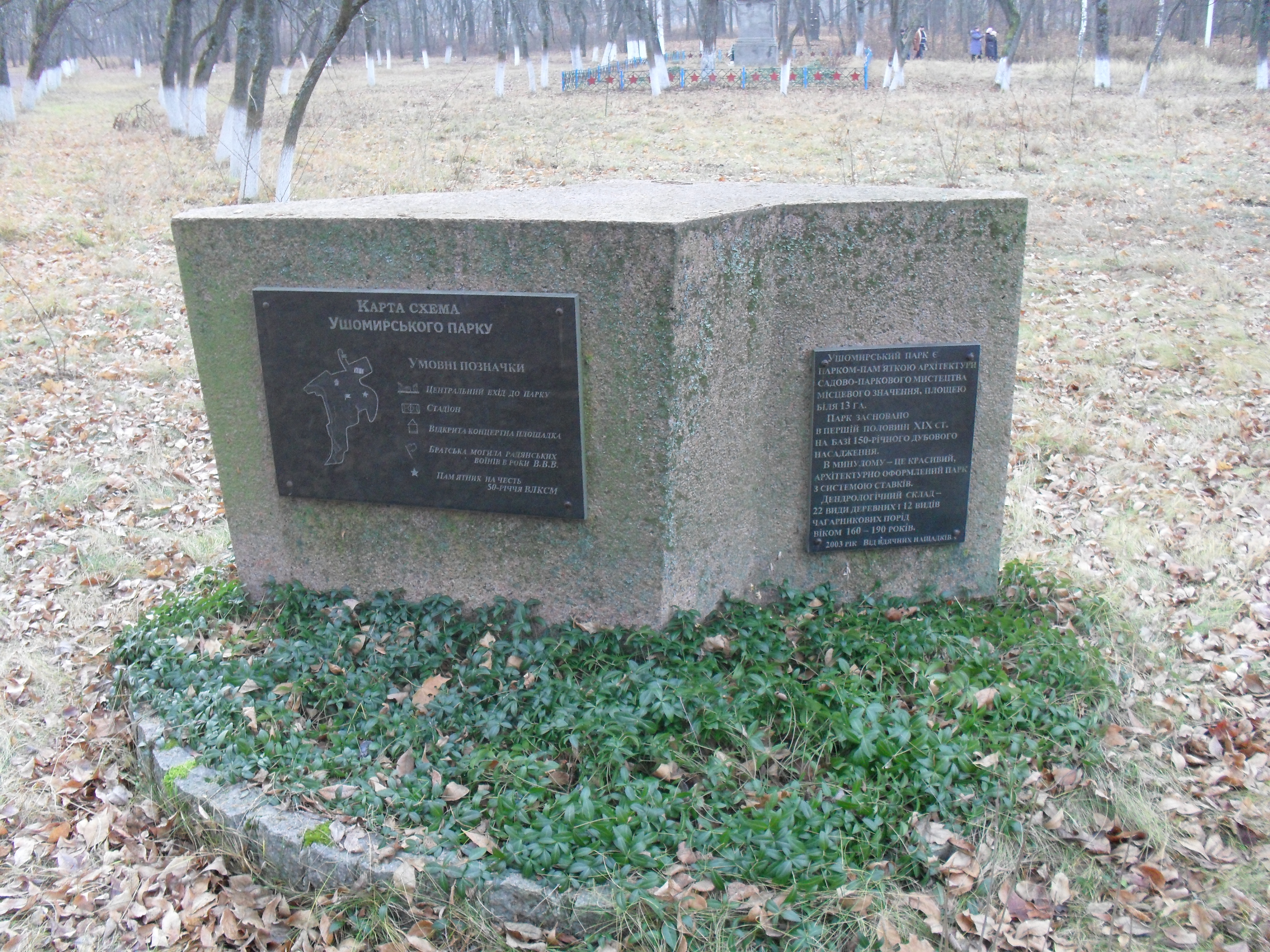
Ушомирський парк, інформаційний камінь
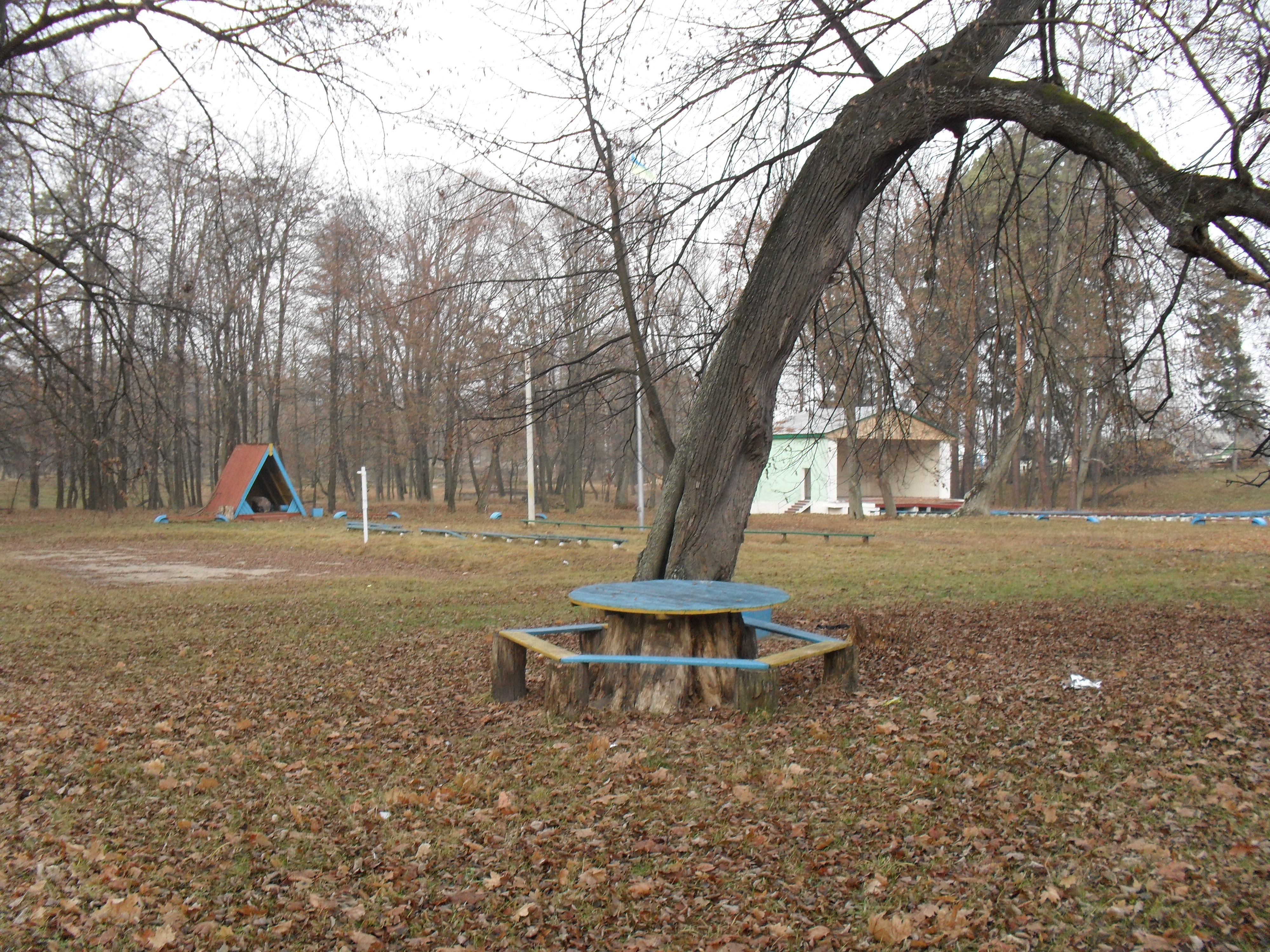
В Ушомирському парку

## Ушомирський зоопарк

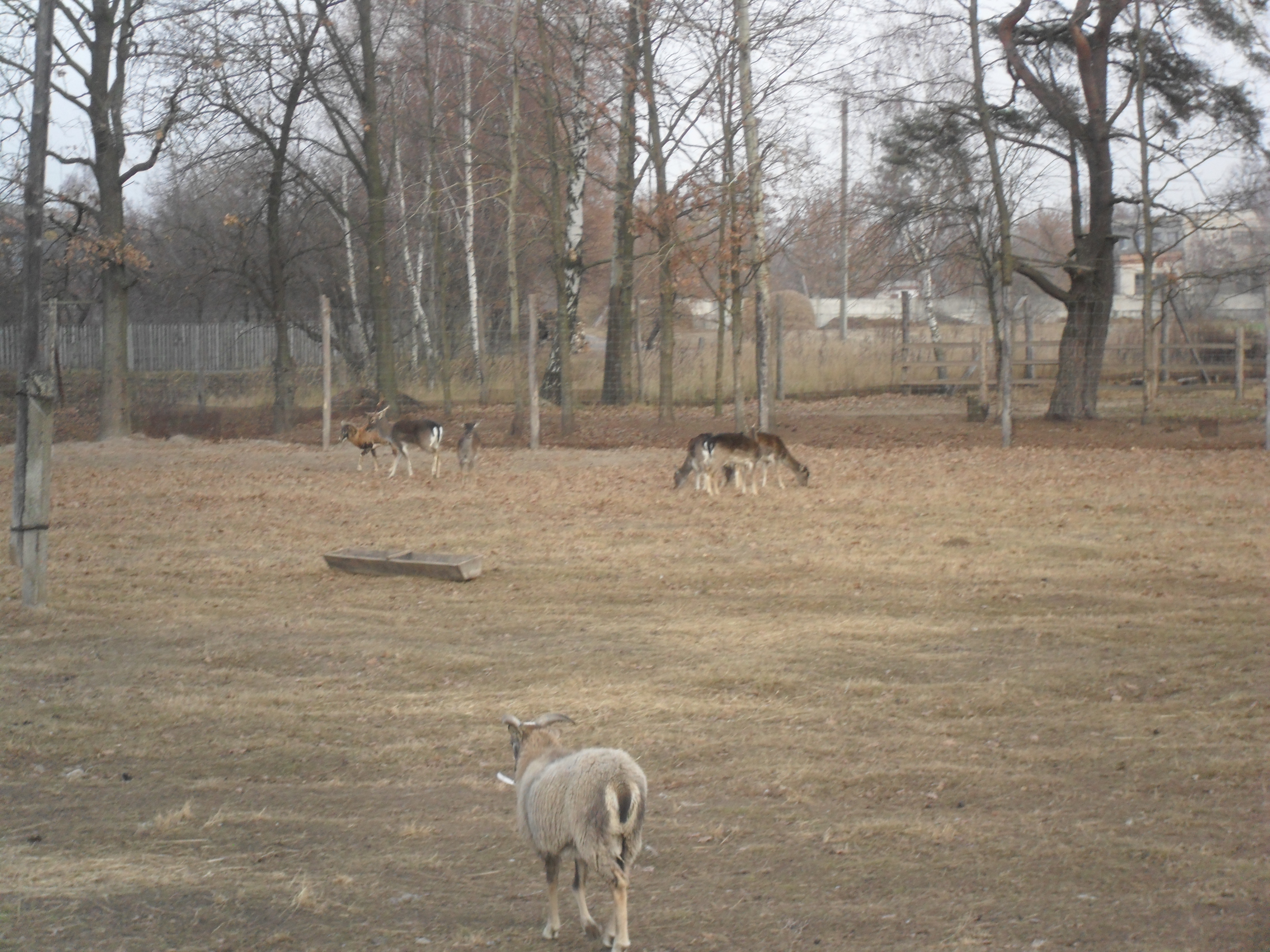
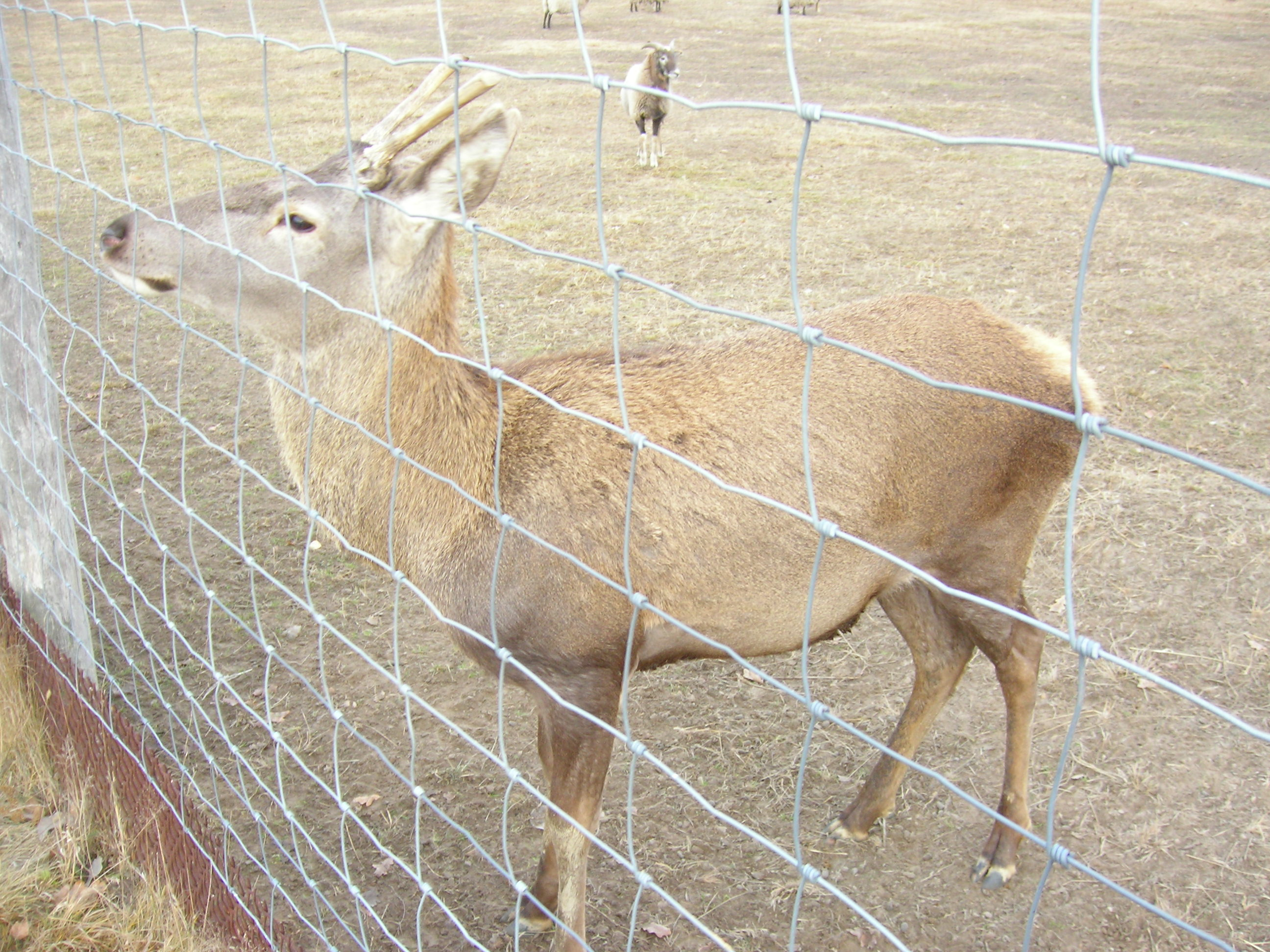
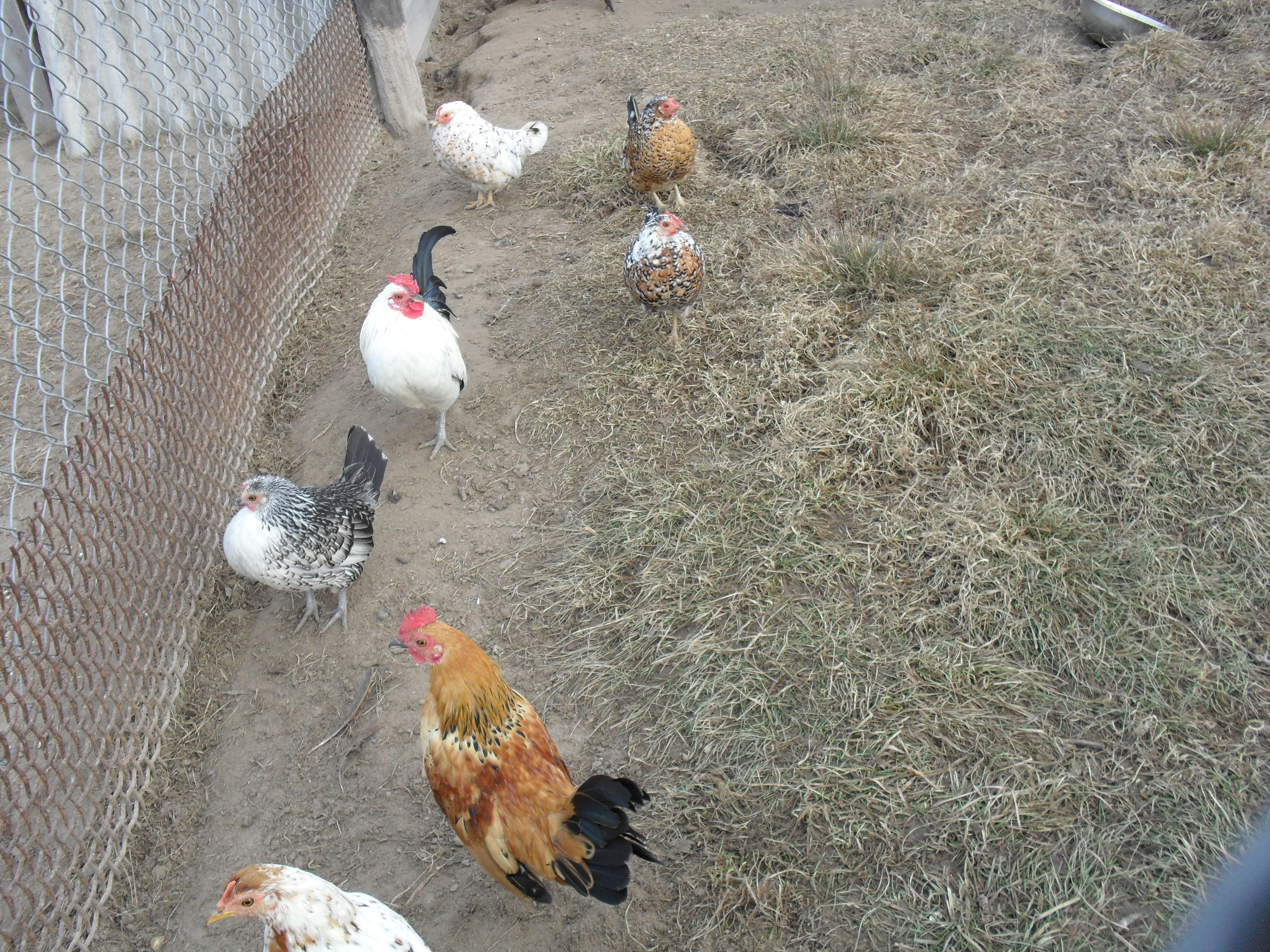
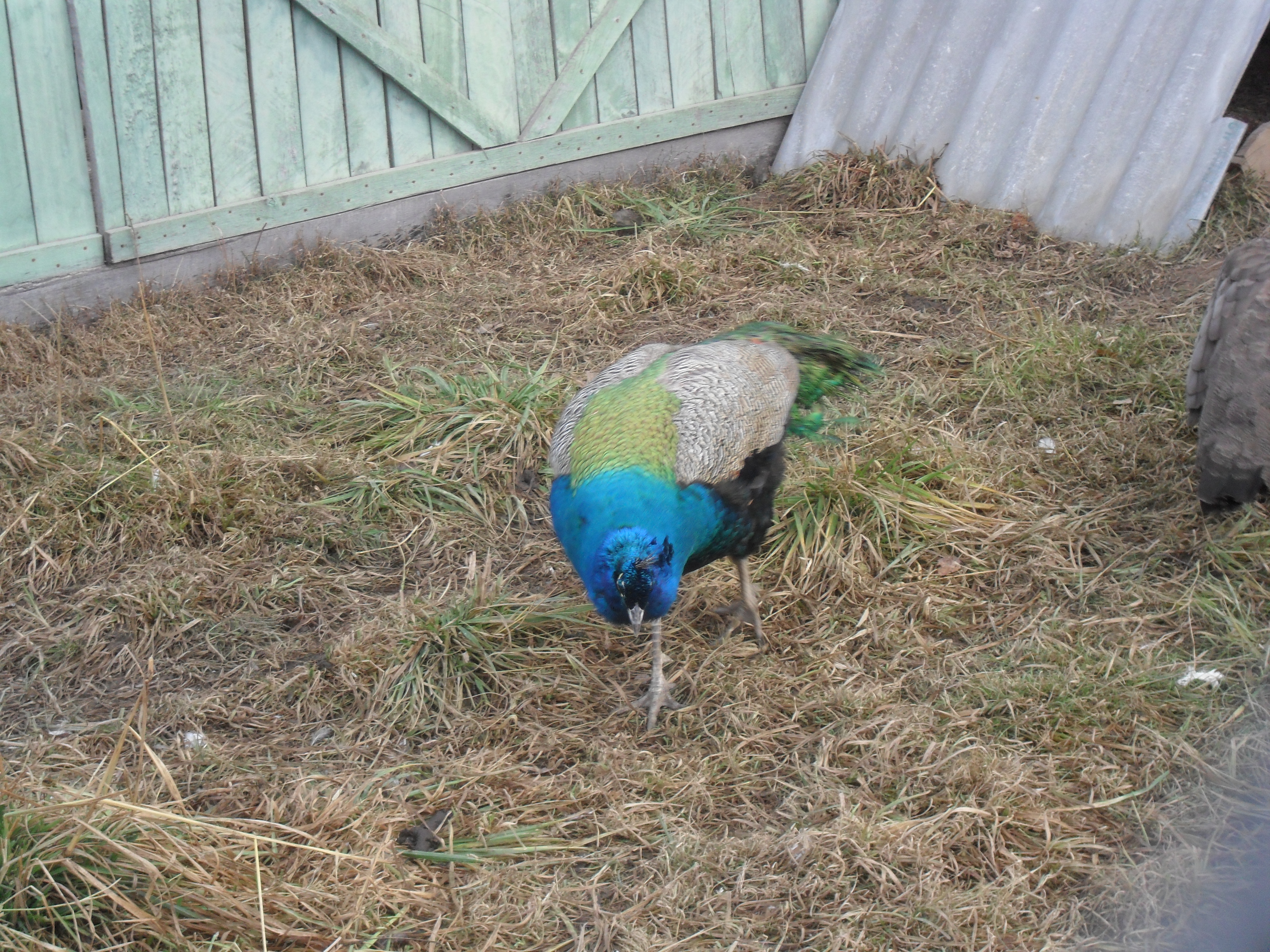
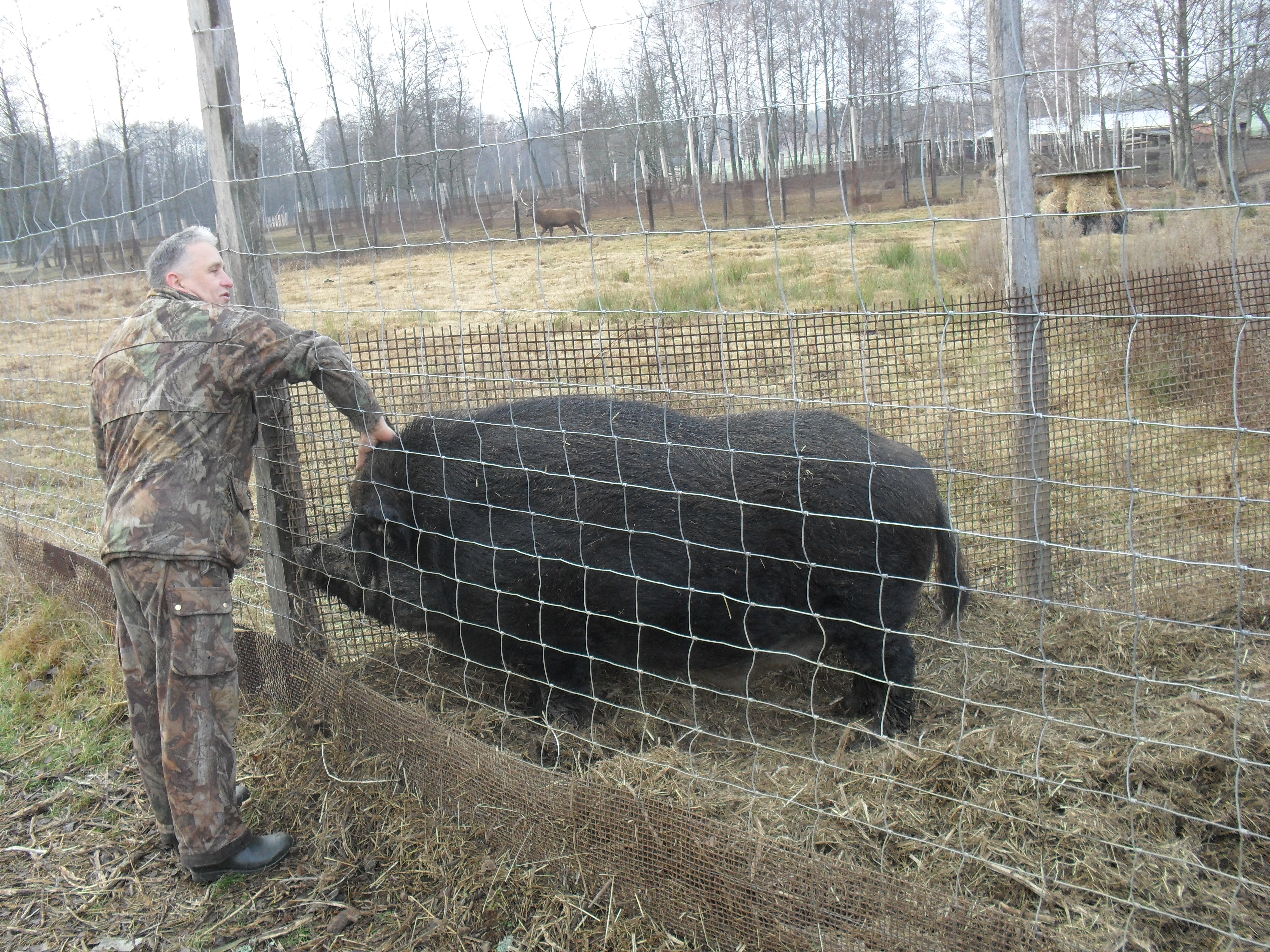
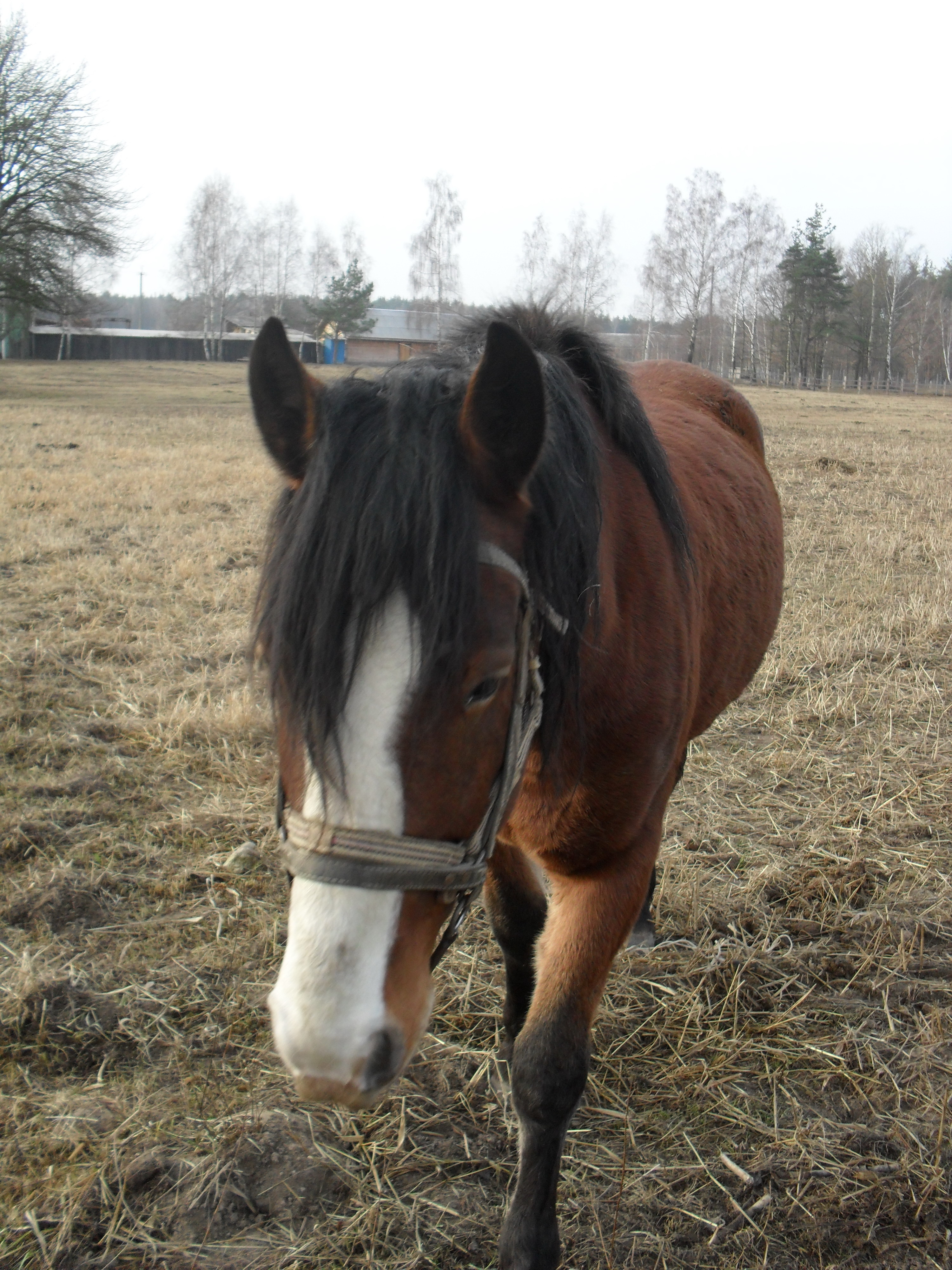
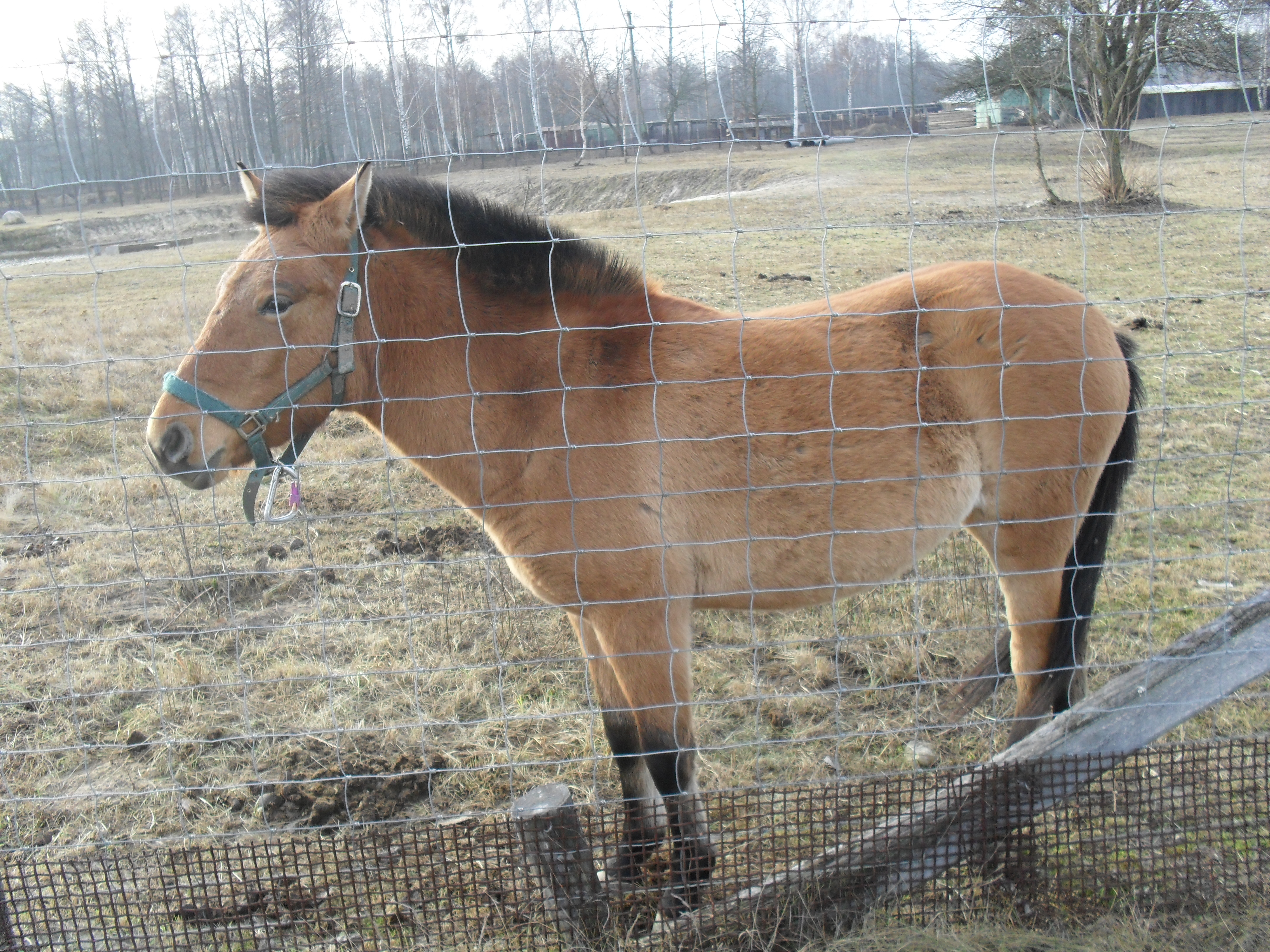
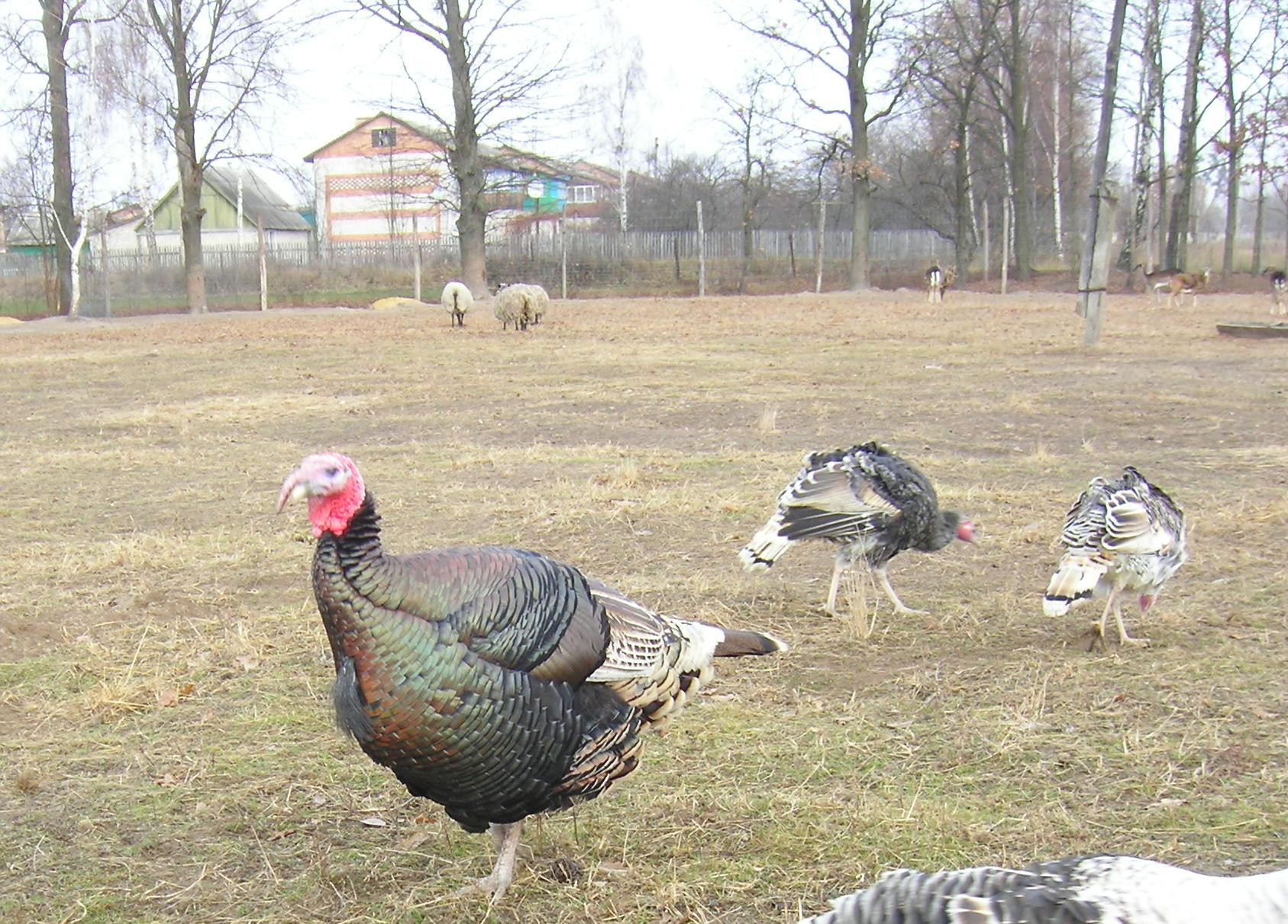
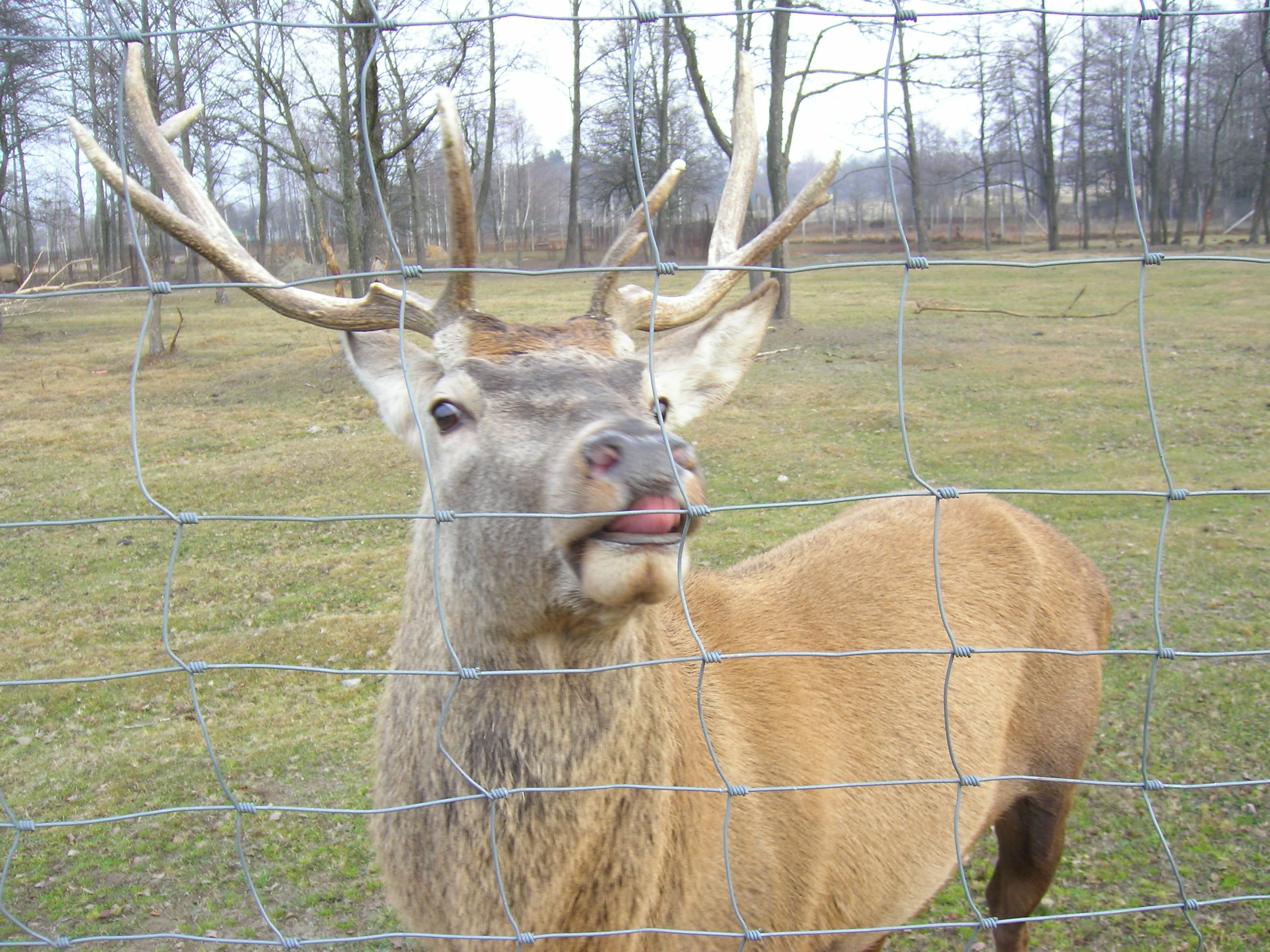
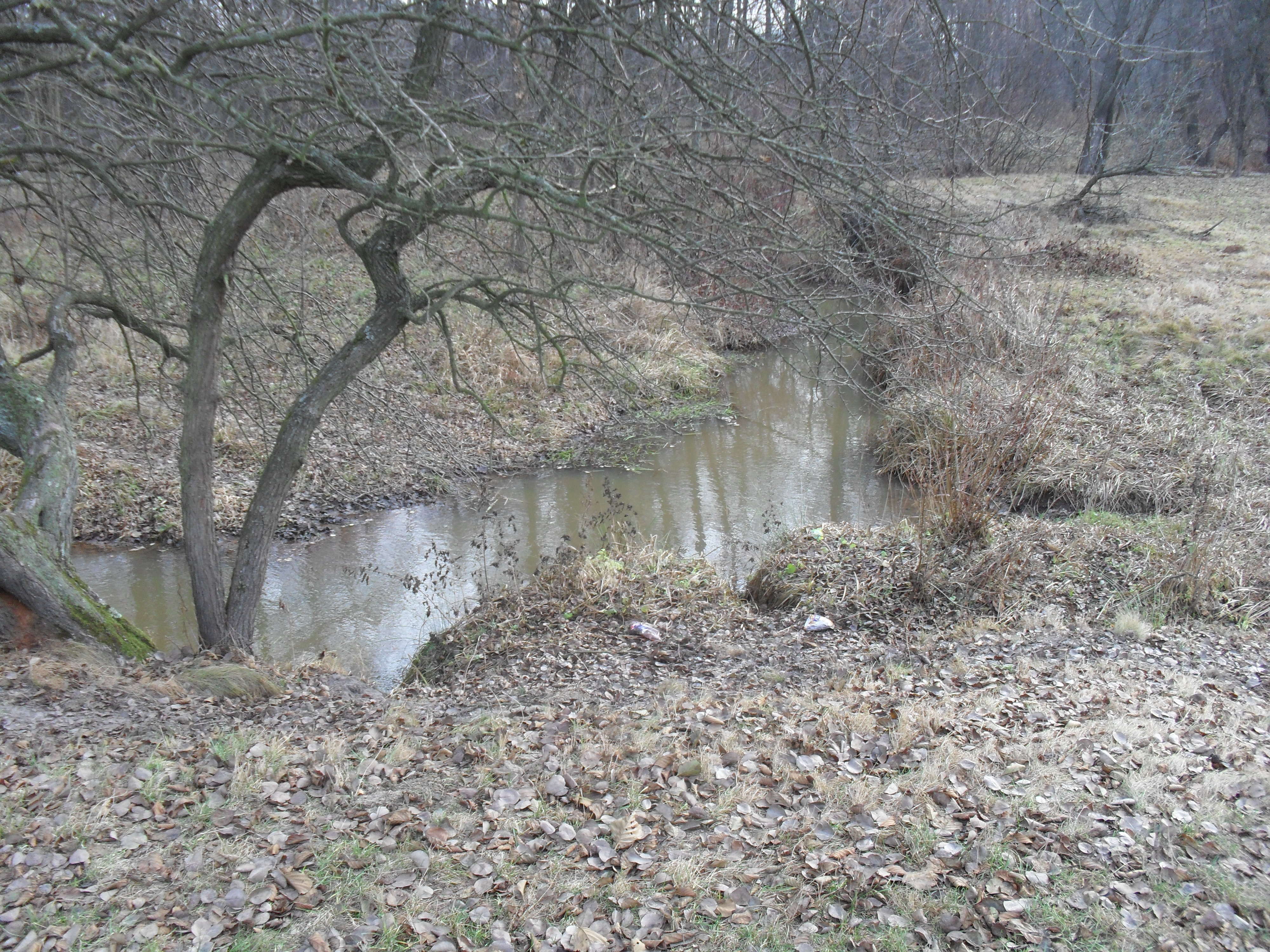
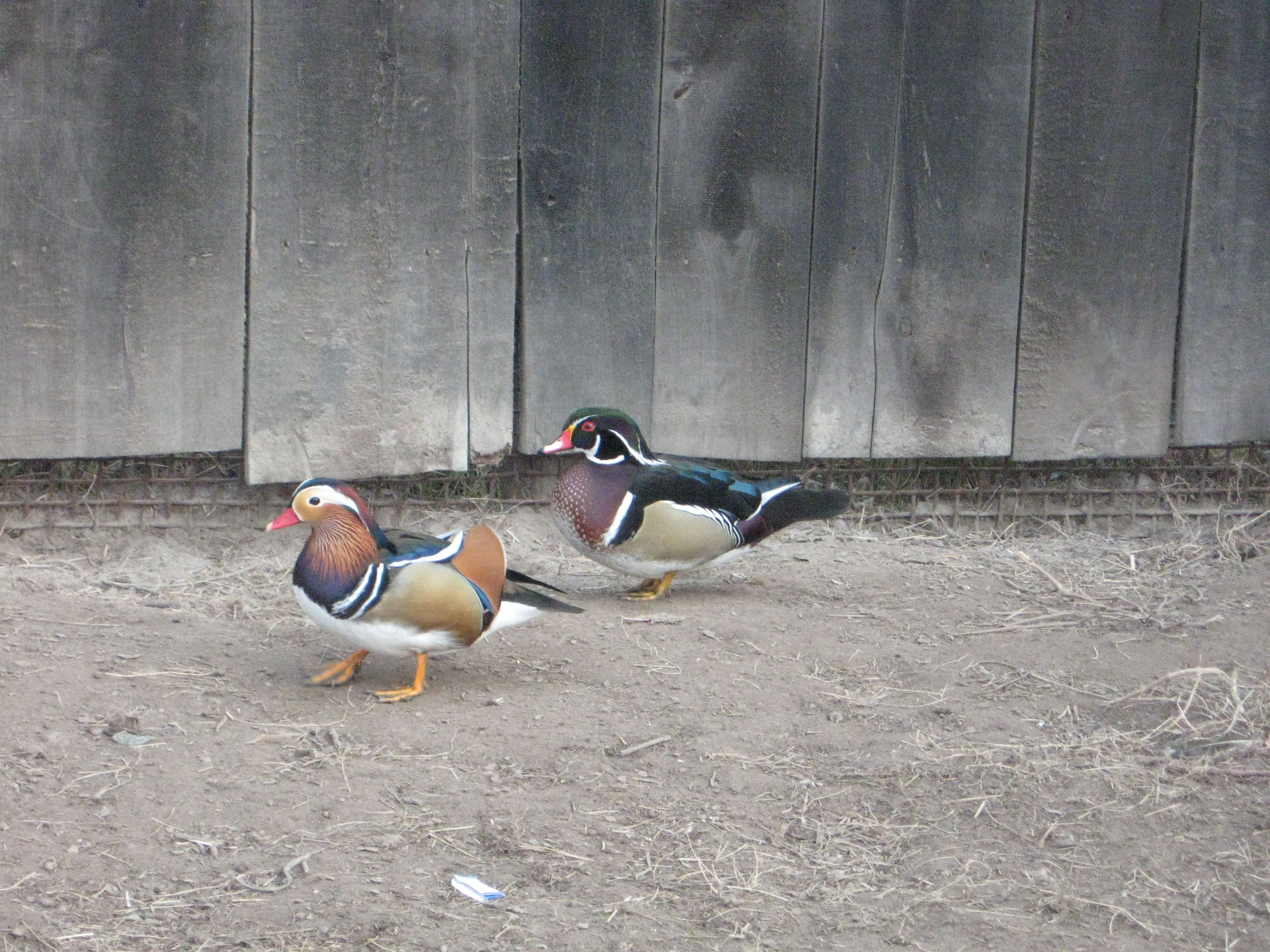

В селі є зоопарк, який є відкритий для відвідувачів. Мешканці зоопарку — переважно ручні тварини (серед яких олені, дикий кабан, коні, різноманітні птахи).

## Відомі люди
- Кіпніс Менахем (1878, Ушомир — 1942, Варшава) — співак, письменник, музичний критик, етнограф (збирач єврейського фольклору), фотограф;
- Кіпніс Левін (1894, Ушомир — 1990, Тель-Авів) — ізраїльський дитячий письменник;[17]
- Паламарчук Костянтин Савич (1921—2011) — український педагог, відмінник освіти України;
- Рак Леонід Пилипович (25.02.1935—12.08.2005) — педагог, відмінник народної освіти, Соросівський стипендіат, кандидат в майстри спорту з волейболу;
- Трохимчук Віктор Васильович (нар. 05.04.1955) — український науковець у галузі фармації, професор, заслужений працівник освіти України;
- Броник Юрій Миколайович (1972—2014) — сержант Збройних сил України, учасник АТО/OOC.
- Дорошенко Світлана Іванівна (9 березня 1936) — доктор медичних наук, професор, академік Академії наук вищої школи України, Української академії наук.